# Bombus centralis
Bombus centralis (saknar svenskt namn) är en insekt i överfamiljen bin (Apoidea) och släktet humlor (Bombus) som finns i Nordamerika.

## Beskrivning
Drottningarna hos Bombus centralis har en längd mellan 12 och 16 mm och en vingbredd på 29 till 33 mm, hanarna är mellan 10 och 13 mm långa med vingbredden 22 till 29 mm, och arbetarna har en längd mellan 9 och 13 mm med en vingbredd på 23 till 28 mm. Kroppen är täthårig och övervägande gul, likaså huvudet. På mellankroppen, mellan vingbaserna, har den ett svart band. På bakkroppen har honorna rödorange päls på tredje och fjärde tergiterna; hanarna har det på tredje till femte tergiterna. Vingarna är ljusbruna. .      

## Ekologi
Bombus centralis lever på prärier och längs floddalar bevuxna med poppel och gräs som lostor, gröe och svinglar. Arten är polylektisk, den samlar nektar och pollen från ett flertal växtfamiljer, främst från familjerna korgblommiga växter (som Chrysothamnus, tistelsläktet och Ericameria), kransblommiga växter (som Monardella), amaryllisväxter (som löksläktet), grobladsväxter (som penstemoner), strävbladiga växter (som faceliasläktet) samt ärtväxter.
De övervintrande drottningarna kommer fram i slutet av april och bygger ett bo under jorden, oftast i något övergivet smågnagarbo. De första arbetarna kommer fram i början på maj. När hanarna kommer fram vid samma tid lämnar de boet direkt, medan de nybildade drottningarna stannar kvar ett tag och hjälper till med födoinsamling och att ruva äggen. Hanarna är patrullerare, de flyger runt i en bestämd bana för att locka till sig parningsvilliga ungdrottningar med hjälp av feromoner som de avsätter på objekt längs banan. I början av september dör kolonin ut, utom de nya drottningarna som övervintrar i små celler nere i jorden.

## Utbredning
Utbredningsområdet för Bombus centralis sträcker sig i en båge från de inre Aleuterna, längs södra Alaska och Klippiga bergen genom västra Kanada österut till Manitoba och vidare söderut genom USA, där den når österut till North Dakota, South Dakota och Nebraska samt söderut till Arizona och New Mexico.

## Bevarandestatus
Populationen är stabil, och Internationella naturvårdsunionen (IUCN) har inte funnit några specifika hot mot den, utan klassificerar den som livskraftig (LC).